# ابزار ویجت

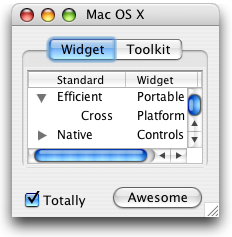
محیط استفاده از ابزار ویجت در مک

ابزار ویجت، کتابخانه ویجت (به انگلیسی: Widget toolkit) یا ابزار واسط گرافیکی کاربر مجموعه‌ای از ویجت‌ها است که واسط گرافیکی کاربر را می‌سازند. این ابزار در واقع محتویات داخل یک پنجره را کنترل می‌کند که در سطح بالاتر به وسیله رابط برنامه‌نویسی نرم‌افزار با سیستم‌عامل، سامانه پنجره‌بندی(سیستم پنجره - windowing system) یا مدیر پنجره در ارتباط است.
اگر بخواهیم به طور ساده به این موضوع بپردازیم ابزار ویجت یک مجموعه آماده از اجزای گرافیکی است که به برنامه‌نویسان کمک می‌کند تا به‌راحتی واسط گرافیکی برای نرم‌افزار خود طراحی کنند.

### ویجت چیست؟
ویجت (Widget) همان چیزی است که شما در یک نرم‌افزار می‌بینید و می‌توانید با آن کار کنید.
در زیر نام و توضیح مختصری از ابزارهای مختلف ویجت آورده شده است:

### ابزارهای ورودی داده
1. Text Field (فیلد متنی): برای ورود متن توسط کاربر.
2. Password Field (فیلد رمز عبور): مشابه فیلد متنی، اما متن واردشده به‌صورت مخفی نمایش داده می‌شود.
3. Check Box (چک‌باکس): برای انتخاب یا لغو انتخاب چند گزینه از میان گزینه‌های موجود.
4. Radio Button (رادیوباکس): برای انتخاب فقط یک گزینه از بین چند گزینه.
5. Combo Box (منوی کشویی): ترکیبی از فیلد متنی و منو، که امکان انتخاب از یک لیست یا واردکردن مقدار جدید را فراهم می‌کند.

### ابزارهای خروجی و نمایش اطلاعات
1. Label (برچسب): برای نمایش متن یا اطلاعات ثابت.
2. Progress Bar (نوار پیشرفت): برای نشان‌دادن وضعیت پیشرفت یک فرآیند.
3. Tooltip (توضیح کوچک): متن کوچکی که وقتی کاربر روی یک عنصر نگه می‌دارد، ظاهر می‌شود.

### ابزارهای کنترلی
1. Button (دکمه): برای اجرای یک عمل خاص وقتی کاربر روی آن کلیک می‌کند.
2. Toggle Switch (سوئیچ تغییر): برای روشن یا خاموش‌کردن یک حالت (مشابه کلید برق).
3. Slider (اسلایدر): برای انتخاب مقداری از یک بازه مشخص با کشیدن یک دکمه روی محور.

### ابزارهای ارتباطی و تعاملی
1. Dialog Box (جعبه دیالوگ): برای نمایش پیام یا گرفتن ورودی از کاربر.
2. Message Box (پیام هشدار): برای نشان‌دادن اعلان‌ها یا خطاها.
3. Menu (منو): مجموعه‌ای از گزینه‌ها که با کلیک روی آیتم‌های منو باز می‌شوند.

### ابزارهای سازمان‌دهی
1. Tab Panel (پنل تب): برای نمایش اطلاعات یا گزینه‌ها در چند بخش که با کلیک روی تب‌ها تغییر می‌کنند.
2. Accordion (آکاردئون): بخشی که می‌تواند باز و بسته شود تا محتوا را نمایش دهد.
3. Scroll Bar (نوار پیمایش): برای حرکت در میان محتوای طولانی یا گسترده.

### ابزارهای تخصصی
1. Date Picker (انتخابگر تاریخ): برای انتخاب تاریخ از یک تقویم.
2. Color Picker (انتخابگر رنگ): برای انتخاب رنگ از یک پالت گرافیکی.
3. Tree View (نمای درختی): برای نمایش سلسله‌مراتب داده‌ها به‌صورت درختی.
4. Table (جدول): برای نمایش داده‌ها در قالب ردیف و ستون.

### ابزار ویجت چه کار می‌کند؟
این ابزارها:
1. اجزای آماده گرافیکی را در اختیار برنامه‌نویس قرار می‌دهند (مثلاً دکمه‌ها، لیست‌ها، و غیره).
2. امکان چیدمان و طراحی این اجزا را در یک پنجره فراهم می‌کنند.
3. ارتباط بین این اجزا و کد برنامه را ساده می‌کنند تا نرم‌افزار به‌درستی کار کند.

### حال میخواهیم به شما بگوییم که چرا ابزار ویجت مهم است؟
تصور کنید بخواهید از صفر یک دکمه یا منو بسازید. این کار سخت و زمان‌بر است! ابزار ویجت این اجزا را آماده می‌ کند تا شما فقط روی عملکرد آن‌ها تمرکز کنید.
به‌طور خلاصه، ابزار ویجت مثل یک جعبه ابزار است که برنامه‌نویس‌ها با استفاده از آن، ظاهر و تعامل نرم‌افزار خود را بدون دردسر ایجاد می‌کنند.
اکنون که با اهمیت ابزار ویجت آشنا شدیم و نقش کلیدی آن در توسعه واسط‌های گرافیکی را درک کردیم، وقت آن است که نگاه دقیق‌تری به اجزای این ابزار بیندازیم. در ادامه، به بررسی ساختارها و عناصر اساسی ابزار ویجت می‌پردازیم که هسته اصلی هر واسط گرافیکی کاربر را تشکیل می‌دهند.

### اجزای ابزار ویجت
1. ویجت‌ها (Widgets): ویجت‌ها عناصر گرافیکی پایه‌ای هستند که کاربر می‌تواند با آن‌ها تعامل داشته باشد. برخی از نمونه‌های متداول ویجت‌ها عبارت‌اند از:
  - دکمه‌ها (Buttons)
  - فیلدهای ورودی متن (Text Fields)
  - منوها (Menus)
  - لیست‌ها (Lists)
  - چک‌باکس‌ها و رادیوباکس‌ها (Checkboxes & Radio Buttons)
2. مدیران طرح‌بندی (Layout Managers): وظیفه‌ی سازمان‌دهی و مرتب‌سازی ویجت‌ها در پنجره‌ها را بر عهده دارند.
3. رابط برنامه‌نویسی نرم‌افزار (API): واسطی است که برنامه‌نویسان از طریق آن می‌توانند با ویجت‌ها کار کنند و رفتار آن‌ها را تعریف کنند.

### عملکرد ابزار ویجت
ابزار ویجت واسطی را بین برنامه‌ی کاربر و سامانه پنجره‌بندی (Windowing System) سیستم‌عامل ایجاد می‌کند. این واسط باعث می‌شود:
- برنامه‌نویس نیازی به تعامل مستقیم با سیستم‌عامل نداشته باشد.
- تجربه کاربری یکپارچه و جذابی ایجاد شود.

### محبوب‌ترین کتابخانه‌های ویجت
1. Qt (کیوت): یک ابزار ویجت قدرتمند که از زبان‌های برنامه‌نویسی مختلف (مانند ++C و Python) پشتیبانی می‌کند.
  - مزایا: چندپلتفرمی بودن، غنی بودن مجموعه ویجت‌ها.
  - موارد استفاده: نرم‌افزارهای دسکتاپ، موبایل و سیستم‌های تعبیه‌شده.
2. GTK (جی‌تی‌کی): به‌طور گسترده در محیط‌های گنوم لینوکس استفاده می‌شود.
  - مزایا: منبع باز، سبک و قابل‌اعتماد.
  - موارد استفاده: اپلیکیشن‌های لینوکس و نرم‌افزارهای چندپلتفرمی.
3. Swing/AWT (جاوا): کتابخانه گرافیکی برای زبان جاوا.
  - مزایا: بخشی از زبان جاوا، پشتیبانی بومی.
  - موارد استفاده: نرم‌افزارهای جاوا با واسط گرافیکی.
4. Tkinter (تک‌اینتِر): کتابخانه استاندارد GUI در پایتون.
  - مزایا: ساده و مناسب برای پروژه‌های کوچک.
  - موارد استفاده: پروژه‌های آموزشی و اپلیکیشن‌های کوچک.
5. Windows Forms/WPF: ابزارهای ویجت مایکروسافت برای توسعه نرم‌افزارهای ویندوزی.
  - موارد استفاده: توسعه نرم‌افزارهای تجاری و سازمانی در محیط ویندوز.

### مزایای استفاده از ابزار ویجت
- سرعت در توسعه: کاهش زمان ساخت واسط‌های گرافیکی.
- یکپارچگی: ایجاد ظاهر و عملکرد یکنواخت بین نرم‌افزارها.
- پشتیبانی از پلتفرم‌های مختلف: ابزارهای مدرن معمولاً چندپلتفرمی هستند.

### چالش‌ها و محدودیت‌ها
- وابستگی به ابزار: تغییر کتابخانه ممکن است نیازمند بازنویسی کامل باشد.
- محدودیت در شخصی‌سازی: برخی کتابخانه‌ها انعطاف کافی برای طراحی‌های خاص را ندارند.
- مشکلات عملکردی: در برنامه‌های سنگین، ویجت‌ها ممکن است سرعت اجرا را کاهش دهند.

## نمونه‌ها
- Juce
- FLTK
- FOX toolkit
- جی‌تی‌کی+
- IUP
- JX Application Framework
- کتابخانه کلاس بنیاد مایکروسافت
- Motif
- Object Windows Library & OWLNext
- کیوت
- Standard Widget Toolkit
- Swing
- Tk
- ++Ultimate
- Visual Component Library
- wxWidgets
- XForms